# Estación Baradero
Baradero es una estación de ferrocarril ubicada en la localidad homónima, partido de Baradero, provincia de Buenos Aires, Argentina.

## Servicios
La estación corresponde al Ferrocarril General Bartolomé Mitre de la red ferroviaria argentina
El 2 de octubre de 2019 se anunció que todos los servicios que pasan por la ciudad de Baradero prestarán parada en la estación., lo que ocurre en la actualidad.

## Incendio y Restauración
El 28 de agosto de 2013, se produjo un incendio en el edificio de la estación, a pesar del esfuerzo de los Bomberos que desplegaron todo su equipamiento, las llamas se fueron extendiendo de punta a punta hasta consumir la totalidad del mobiliario, puertas, marcos, ventanas, tirantes, chapas, dejando solo en pie la estructura de material, la cual también ha sido dañada.
Aún no se pudo establecer la causa del incendio, pero al parecer fue intencional.
La estación Baradero del Ferrocarril General Bartolomé Mitre, que se incendió en el año 2013, será restaurada por Trenes Argentinos a partir de agosto de este año, informó la empresa estatal.
Los trabajos de recuperación de la histórica estación demandarán una inversión de 26 millones de pesos y 10 meses de trabajo para reparar los daños provocados por el incendio que la destruyó casi por completo en 2013. Durante el siniestro se perdieron la cubierta, el entrepiso, aberturas, la escalera de madera, mobiliario, puertas, marcos, ventanas, tirantes y chapas, además de daños a los muros del edificio. También se restaurará el histórico puente metálico, que data de los tiempos de la administración británica del ferrocarril, que sirve para unir ambos andenes de la estación.
Las mejoras incluyen, dentro de la estación, la reconstrucción del hall de espera, las boleterías, oficinas y baños públicos. En cuanto al exterior, se colocarán nuevas veredas, accesos, áreas verdes y señalética; se realizarán trabajos de pintura integral y un cerramiento perimetral, que brindará mayor seguridad a los pasajeros” también “se construirán nuevos andenes de hormigón con baldosas guía para personas con discapacidad visual y accesos con rampas para personas con movilidad reducida”.

## Imágenes

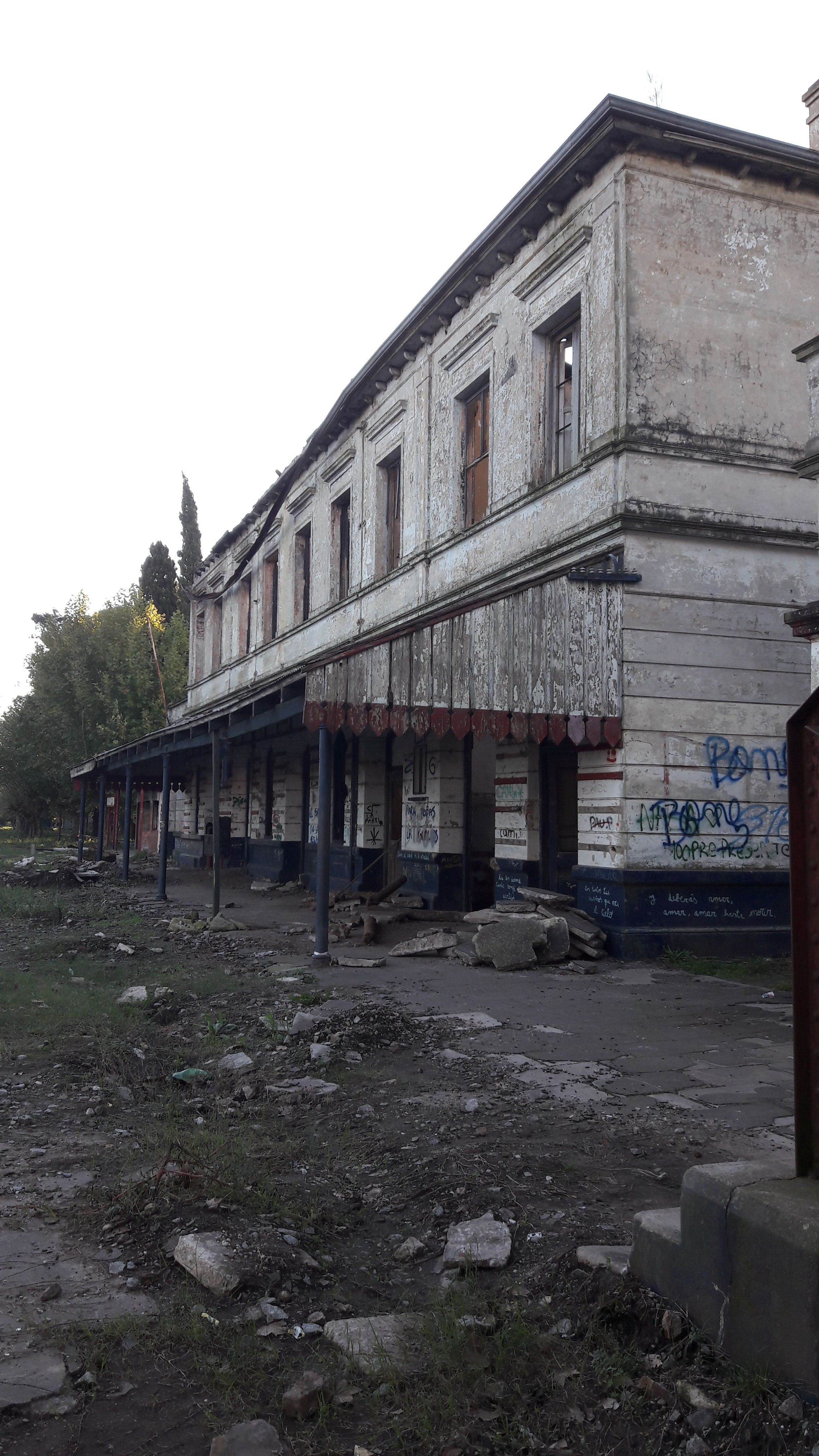
Estación Baradero en Ruinas (Mayo 2018)